# Jan Fegter (Politiker)

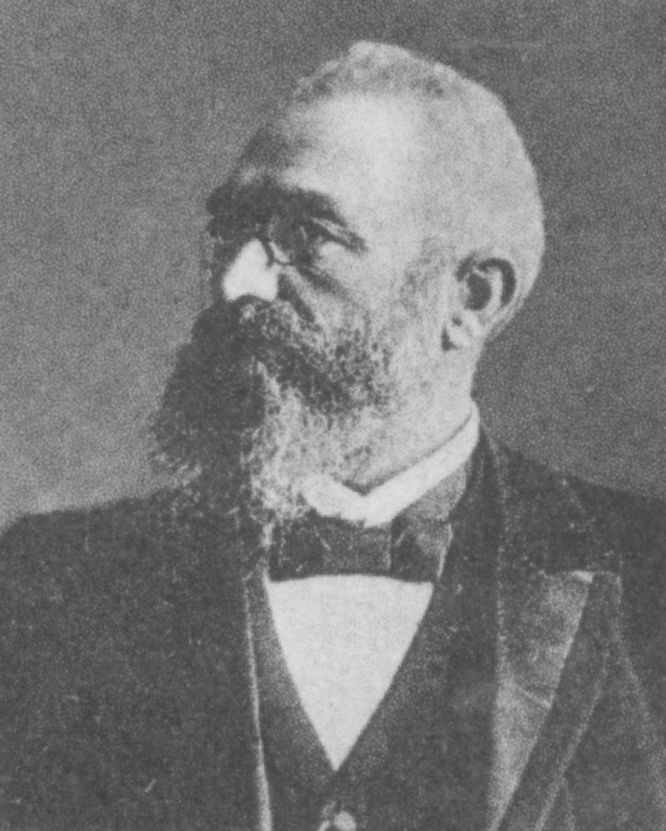
Jan Fegter als Reichstagsabgeordneter 1912

Jan Frers Martens Fegter (* 7. Oktober 1852 in Schoonorth; † 21. März 1931 in Süderneuland) war ein deutscher Politiker (FVP, DDP) und Bauernfunktionär.

## Leben und Wirken
Jan Fegter wurde als Sohn eines evangelisch-reformierten Gutsbesitzers und Deichrichters geboren. Nach dem Besuch der Volksschule in Wirdumer Neuland und des Realgymnasiums in Emden, das er 1870 mit dem Abitur abschloss, wurde er auf verschiedenen Betrieben zum Landwirt ausgebildet. Von 1871 bis 1872 gehörte er als Einjährig-Freiwilliger dem Militär an. In den Jahren 1884 bis 1913 stand Fegter als Nachfolger seines Vaters der königlichen Domäne Kloster Aland im Kreis Emden als Pächter vor. Anschließend lebte er als Landwirt, später als Rentier, in Süderneuland bei Norden.

## Politische Karriere
Erste politische Erfahrungen sammelte Fegter auf kommunalpolitischer Ebene: Er amtierte von 1889 bis 1908 als Gemeindevorsteher (Bürgermeister) in Wirdum und war gleichzeitig als Mitglied des Kreisausschusses und Kreisdeputierter in Norden einer der einflussreichsten Politiker des Kreises. Fegter wurde zudem Mitglied des kleinbäuerlichen Deutschen Bauernbundes, in dessen Reichsvorstand er seit 1917 saß. Als Standesvertreter verfasste er Beiträge für einige kleinere ostfriesische Blätter, für die „Vossische Zeitung“ und besonders für das „Berliner Tageblatt“. Hinzu kamen Schriften über Sturmfluten und Deichbau, über die Erbpachtverhältnisse in den ostfriesischen Marschen und einige historische Abhandlungen.
Seit einer Nachwahl im April 1908 bis zum Zusammenbruch der Monarchie in Deutschland im Herbst 1918 gehörte Fegter dem Reichstag des Kaiserreiches als Abgeordneter der linksliberalen Freisinnigen Vereinigung (Hospitant) beziehungsweise der Fortschrittlichen Volkspartei für den Wahlkreis Hannover 1 (Emden-Norden) an.
1919 trat Fegter, der sich bereits vor der Novemberrevolution zur Staatsform der Republik bekannt hatte, in die Deutsche Demokratische Partei (DDP) ein. Am 22. November 1919 zog er im Nachrückverfahren für den ausgeschiedenen Abgeordneten Theodor Tantzen in die Weimarer Nationalversammlung ein, in der er den Wahlkreis 15 (Aurich-Osnabrück) vertrat. Fegter war er zudem seit 1921 Mitglied des Preußischen Staatsrates, nachdem er 1920 zur Reichstagswahl nicht aufgestellt worden war. Diesem gehörte er mit einer zweijährigen Unterbrechung zwischen 1926 und 1928, als er stellvertretendes Mitglied war, bis wenige Wochen vor seinem Tod an.
Fegter gehörte dem Wahlkreisvorstand der DDP an und war deren Bezirksvorsitzender in Ostfriesland. Er gehörte überdies dem hannoverschen Provinziallandtag von 1919 bis zu seinem Tode für verschiedene ostfriesische Wahlkreise an. Im Frühjahr 1919 war er wieder in den Kreistag Norden gewählt worden, gelangte in den einflussreichen Kreisausschuss und wurde ferner Senator der Stadt Norden.